# Anna Wojtaszek-Pazera-Bocson
Anna Bocson, z domu Wojtaszek, później Pazera (ur. 25 listopada 1936 w Krzanowicach) – polska, a później australijska lekkoatletka, oszczepniczka, była rekordzistka świata, trzykrotna olimpijka.

## Kariera sportowa
W Polsce była zawodniczką Budowlanych Opole. Trzykrotnie zdobywała medale mistrzostw Polski w rzucie oszczepem: złoty w 1956, srebrny w 1955 i brązowy w 1954. Była również halową mistrzynią Polski w biegu na 400 metrów i w sztafecie interwałowej 2000 metrów w 1954.
Wystąpiła w reprezentacji Polski na igrzyskach olimpijskich w 1956 w Melbourne, zajmując 9. miejsce w rzucie oszczepem. Podczas igrzysk wyszła za mąż i pozostała w Australii. Od 1957 reprezentantka tego kraju.
Zwyciężyła w barwach Australii na igrzyskach Imperium Brytyjskiego i Wspólnoty Brytyjskiej w 1958 w Cardiff, wyprzedzając Magdalenę Swanepoel ze Związku Południowej Afryki i Averil Williams z Anglii. Ustanowiła wówczas rekord świata rzutem na odległość 57,40 m. Rekord ten przetrwał kilka miesięcy. 30 października tego roku poprawiła go Birutė  Zalogaitytė z ZSRR. Na igrzyskach olimpijskich w 1960 w Rzymie Pazera zajęła 6. miejsce.
Zdobyła brązowy medal w rzucie oszczepem na igrzyskach Imperium Brytyjskiego i Wspólnoty Brytyjskiej w 1962 w Perth, przegrywając jedynie z  Angielkami Sue Platt i Rosemary Morgan. Odpadła w kwalifikacjach na igrzyskach olimpijskich w 1964 w Tokio, a na igrzyskach Imperium Brytyjskiego i Wspólnoty Brytyjskiej w 1966 w Kingston zdobyła srebrny medal, za swą koleżanką z reprezentacji Australii Margaret Parker, a przed Jay Dahlgren z Kanady.
Była mistrzynią Australii w rzucie oszczepem w latach 1957/1958, 1959/1960, 1962/1963, 1963/1964, 1965/1966 i 1966/1967, wicemistrzynią w 1967/1968 i brązową medalistką w 1961/1962.
Oprócz rekordu świata była również rekordzistką Polski z wynikiem 47,46 m, uzyskanym 9 czerwca 1955 we Wrocławiu.
We wrześniu 2000 pobiegła ze zniczem olimpijskim, który przemierzał Australię.